# Hartmut Köhler
Hartmut Köhler (* 4. Juli 1940 in Kleinmachnow; † 9. Dezember 2012 in Trier) war ein deutscher Romanist und Übersetzer. 

## Leben und Werk
Köhler wuchs in Berlin, Fürth und Nürnberg auf. Er promovierte 1975 an der Eberhard Karls Universität Tübingen mit der Arbeit Paul Valéry. Dichtung und Erkenntnis. Das lyrische Werk im Lichte der Tagebücher, Bonn 1976, habilitierte sich 1989 als Schüler von Hans-Martin Gauger an der Albert-Ludwigs-Universität Freiburg und lehrte von 1994 bis 2005 an der Universität Trier als Professor für Romanische Philologie im Bereich Literaturwissenschaft.
Köhler trat als Neuübersetzer französischer, italienischer und spanischer klassischer Dichtung hervor. Er erhielt 1990 für das Übersetzerteam der Cahiers von Paul Valéry den Paul-Celan-Preis für Übersetzungen und 2008 den Johann-Friedrich-von-Cotta-Literatur- und Übersetzerpreis der Landeshauptstadt Stuttgart. Die Göttliche Komödie übersetzte er neu und erhielt dafür 2013 postum den Deutsch-Italienischen Übersetzerpreis.

## Weitere Werke
- Was aber bleibet ... nach dem Übersetzen? Lausanne 1994
- Grundkurs Literaturwissenschaft: Französisch. Stuttgart 1998
- (Hrsg.) Französische Gedichte des 19. und 20. Jahrhunderts. Interpretationen. Stuttgart 2001
- (als Übersetzer) Baltasar Gracián, Das Kritikon, Zürich 2001
- (Hrsg. mit Walter Regel) „Hoch gerühmt, fast vergessen, neu gesehen ...“ Der italienische Maler und Poet Salvator Rosa. Studien zur Neubewertung. Würzburg 2007
- (als Übersetzer) Dante, La commedia, 3 Bde., Stuttgart 2010–2012